# 尼古拉宮

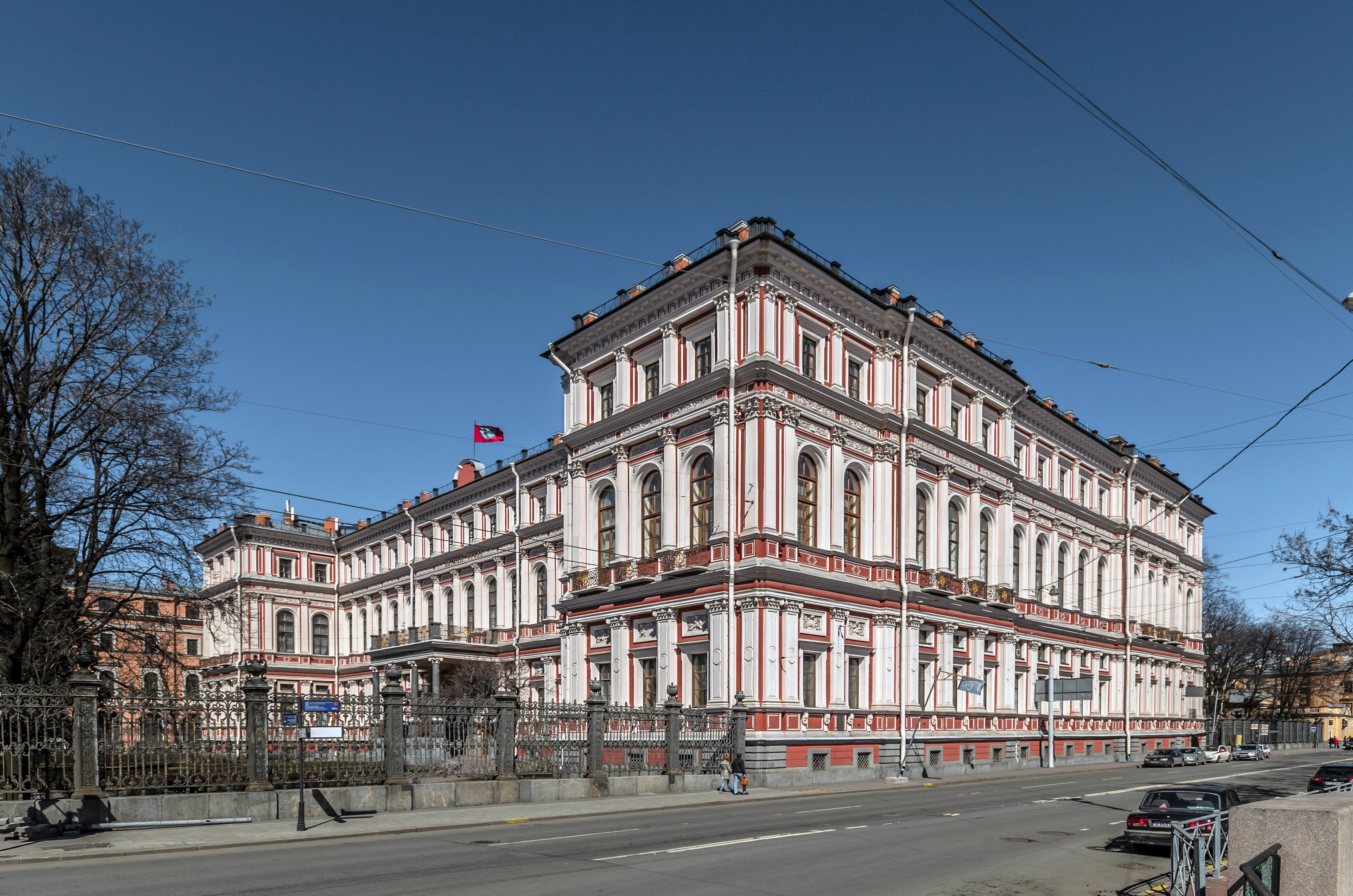
尼古拉宫外观

尼古拉宮（俄语：Николаевский дворец）是位於俄羅斯聖彼得堡的一座宮殿，是俄羅斯沙皇尼古拉一世為其子女所興建的一座宮殿。該宮殿後成為尼古拉一世三子尼古拉·尼古拉耶維奇大公的宮殿。大公去世後再次成為皇室所有的宮殿。1894年後成為女子大學的校舍。俄羅斯革命之後，尼古拉被改名為勞動宮，成為工會的大樓，這時宮殿的內部裝飾被嚴重破壞。蘇聯解體之後，除了工會之外，也開始有其他團體使用這座建築。